# علاء الدين (فلم 1992)
علاء الدين (بالإنجليزية: Aladdin) هو فيلم رسوم متحركة أمريكي من إنتاج استوديوهات والت ديزني عام 1992، ومن إصدار «أفلام والت ديزني». وهو الفيلم رقم 31 في سلسلة والت ديزني للرسوم المتحركة الكلاسيكية، الفيلم مبني على التراث العربي لقصة علاء الدين والمصباح السحري من ألف ليلة وليلة. كما أن العديد من الشخصيات وعناصر المؤامرة مبنية على نسخة عام 1940 من فيلم لص بغداد. تغيرت الكثير من جوانب القصة التقليدية للفيلم فعلى سبيل المثال، تغيرت «الصين» إلى «أغربة»، المدينة العربية الخيالية. صدر الفيلم في ذروة امتداد الحقبة المعروفة باسم نهضة ديزني التي بدأت بفيلم حورية البحر.
الفيلم من إخراج جون موسكر ورون كليمنتس، وكلاهما كانوا قد انتهوا لتوهم من كتابة وإخراج فيلم عروس البحر الصغيرة (1989). النوت الموسيقية كتبها آلن مينكن، مع كلمات كتبها هاوارد أشمان وتيم رايس. أصوات علاء الدين كانت لسكوت وينجر، جوناثان فريمان، ليندا لاركين، فرانك ويلكر، جيلبرت جوتفرايد، دوجلاس سيل، وجني المصباح كان روبن وليامز. على الرغم من أن هذه ليست المرة الأولى التي يقدم فيها ممثل كبير مثل ويليامز أداء صوتي لفيلم رسوم متحركة، كان هذا أول فيلم رسوم متحركة أمريكي وجه عناية خاصة إلى عضو طاقم الصوت مشهور، مثل نجم سينمائي كبير، في الفيلم كجزء من الدعاية. وقد أدى هذا لاحقا إلى المزيد من الاهتمام بطاقم ممثلين في الإنتاج اللاحق، كعنصرا رئيسي في تسويق أفلام الرسوم المتحركة. تم إصدار علاء الدين في 25 نوفمبر 1992، وكان من أنجح أفلام عام 1992، وحصل على ما يزيد على 217 مليون دولار في إيرادات الولايات المتحدة، وأكثر من 504 ملايين دولار في جميع أنحاء العالم. أعقب هذا الفيلم فيلما فيديو: عودة جعفر (1994)، وعلاء الدين وملك اللصوص (1996)، وبين الفيلمين مسلسل رسوم متحركة تليفزيوني يحمل نفس اسم الفيلم الأصلي.

## القصة
يحاول جعفر، وزير سلطان أجرباه، الوصول إلى كهف العجائب للحصول على المصباح السحري الذي يوجد فيه الجني. ولكن يعرف هو وببغائه المتكلم (لاجو) أنه يوجد شخص واحد فقط «جوهرة في الوحل» يمكنه دخول الكهف.
أحبطت ياسمين -ابنة السلطان- من إجبارها على الزواج ورفضت كل الخطاب، ولهذا تهرب إلى سوق أجرباه. تلتقي بالصعلوك علاء الدين وقرده (عبو)، الذين ظهروا لها في السوق. اكتشف جعفر باستخدام آلة أن علاء الدين هو «الجوهر في الوحل»، وقبض عليه. أمرته ياسمين بالإفراج عنه، ولكن جعفر كذب عليها، وقال أن علاء الدين مات.
تنكر جعفر في زي رجل مسن وأفرج عن علاء الدين من السجن، وذهب به إلى كهف العجائب. وهناك قال لهم النمر الذي على شكل رأس الكهف ألّا يلمسوا شيء سوى مصباح. ويدخل علاء الدين الكهف ويجد بساط سحري قبل العثور على المصباح. يحاول عبو سرقة زمردة وهو الأمر الذي يتسبب في انهيار الكهف، ولكن البساط يساعدهم على الهرب. يحاول جعفر قتل علاء الدين بعد الحصول على المصباح، ولكن عبو يلدغ جعفر، ويستعيد المصباح. ويقع عبو، والبساط، وعلاء الدين في الكهف وبعد انهياره عليهم.
عندما فاق علاء الدين قام بحك المصباح، وأطلق العنان لجني الذي يكتشف أنه سيمنح علاء الدين ثلاثة أمنيات. يخدع علاء الدين الجني ليخرجهم من الكهف من دون استخدام أمنية. وبينما هو يفكر في رغباته، يطلب علاء الدين رأي الجني. يعترف المارد أنه يرغب في الحرية؛ لأنه أسير لمصباحه. ويعده علاء الدين أن يحقق أمنيته ويحرره. في أمنيته الأولى، يطلب علاء الدين أن يصبح أمير ليتمكن من الزواج من ياسمين.
يخطط جعفر لخداع السلطان في الزواج من ياسمين، ثم يقتل كل منهما. ولكن خططه فشلت عندما جاء علاء الدين لقصر السلطان على أنه «الأمير علي». ورفضته ياسمين واعتبرته مهرج. وفي تلك الليلة، قابل علاء الدين ياسمين، وأخذها على البساط السحري. عرفت ياسمين أن علي هو صبي السوق؛ ولكن اخترع علاء الدين قصة أنه كان أحيانًا يتنكر في ثياب العامة هربًا من حياة القصر. وأعادها علاء الدين إلى منزلها وقبلها.
بعد توصيل ياسمين، يخطف جعفر علاء الدين ويأمر حراسه بتقييده ورميه في المحيط. يستدعي علاء الدين الجني الذي ينقذه من الغرق كأمنيته الثانية. يعود علاء الدين إلى القصر ويكشف مؤامرة الوزير لياسمين والسلطان. ويكتشف جعفر شخصية علاء الدين الحقيقية، ويهرب من حرس السلطان. فوجئ السلطان بشجاعة علاء الدين، وقرر أن علاء الدين سيكون خليفته. وواجه علاء الدين مشكلة أخلاقية، وقرر الانتظار قبل أن يتمنى منح الجني الحرية. سرق لاجو مصباح الجني وجلبه لجعفر، الذي تمنى يه أمنيته الأولى في أن يصبح سلطان. والأمنية الثانية لجعفر كانت جعله أقوى ساحر في العالم وأبعد جعفر علاء الدين إلى مكان بعيد.
استخدم علاء الدين البساط السحري للعودة إلى أجرباه. صرفت ياسمين انتباه جعفر حتى يحاول علاء الدين سرقة المصباح، ولكن جعفر ينتبه. ويفتخر جعفر بأنه «أقوى من على الأرض»، ولكن يذكره علاء الدين أن الجني أقوى منه. واستعمل جعفر أمنيته الأخيرة في أن يصبح جني ولكن نسي أن الجن كائنات غير حرة. وسقط جعفر في مصباح أسود أخذا ياجو معه. ويرسل الجني المصباح إلى كهف العجائب.
يتمنى علاء الدين للجني الحرية، مما يثير مفاجأة وسعادة الجني. ولأن ياسمين تحب علاء الدين؛ غيّر السلطان القانون حتى يتمكنوا من الزواج. ويرحل الجني لاستكشاف العالم في الوقت الذي احتفل فيه علاء الدين وياسمين بخطوبتهما.

## طاقم الممثلين
- سكوت وينجر (النسخة العربية: إيهاب فهمي/هشام نور) كعلاء الدين/الأمير علي أبابوا: لص فقير ولكن طيب القلب يعيش في أجرباه. أرسل وينجر في شريط تجربة أداء منزلي مع والدته تؤدي دور الجني. أدت الدور بشكل جيد جدًا، حتى أن وكيل ويجنر قال "نشعر بخيبة أمل بعض الشيء مع سكوت، ولكن الجميع يحب أمك". إذا حدث أي شيء لروبن، فإنها بالتأكيد ستكون في انتظار الجني ".[5] وبعد عدة نداءات أنه عاد بعد ستة أشهر وجدت أنه من جانب.[6] وقام براد كين بأداء صوت الغناء للشخصية '.
- روبن ويليامز (النسخة العربية: فيصل خورشيد) بدور الجني: جني كوميدي، قادر تقريبًا على كل شيء، لكنه لا يمكن أن يفعل شيئا إلا عندما يتمنى سيده. كتب كليمينتس موسكر وكتب جزء الجيني لويليامز، وعندما وجدوا مقاومة أنشؤوا في لرسوم متحركة من الجني. وعندما جاء وليامز لمشاهدة المقطع ضحك، ووافق على قيام المشروع.[7]
- جوناثان فريمان (النسخة العربية: عبد الرحمن أبو زهرة) بدور جعفر: وزير أجرباه المتعطش للسلطة، والخصم الرئيسي في الفيلم. جعفر كان من المقرر أصلا أن يكون شخصية ساخطة، ولكن قرر المخرجين أن الشخصية الهادئة الشريرة ستكون مخيفة أكثر.[8] أخصائي الرسوم المتحركة اندرياس ديجا حاول إدراج عبارات فريمان إلى الشخصية.[9]
- فرانك ويلكر بدور عبو: قرد علاء الدين المصاب بهوس السرقة مع نبرة صوته العالية. صور صناع الرسوم المتحركة القرود في حديقة حيوان سان فرانسيسكو لدراسة تحركات عبو.[8] في السنوات الثلاث التي استغرقها تسجيل الفيلم، لم يلتقلي ويلكر بوينجر ولا ويليامز.[10] كما أدى ويلكر أيضا صوت نمر ياسمين راجا، وصوت كهف العجائب.[11]
- جيلبرت جوتفرايد كيانو: بغبغاء جعفر الساخر الكريه. حاول ويل فين صانع الرسوم المتحركة لياجو أن يدمج بعض جوانب مظهر جوتفرايد في تصميم ياجو في التصميم، خصوصا عينيه شبه المغلوقين وأسنانه دائمة الظهور.[8]
- ليندا لاركين (النسخة العربية: نهلة الملواني) بدور الأميرة ياسمين: أميرة أغربه التي سئمت من حياة القصر الملكية. هربت ياسمين من القصر في خفية حيث تعرفت على الشاب علاء الدين. أدت ليا سالونجا الصوت الغنائي. تم اختيار لاركين بعد تسعة أشهر من الاختبار، وكان يجب تعديل صوتها للوصول إلى الصوت الذي يبحث عنه صناع الفيلم لهذه الشخصية
- دوجلاس سيل (النسخة العربية: حسن حسين) بدور السلطان: حاكم أجرباه المعتز بنفسه ولكنه طيب. وهو يحاول يائسًا، أن يجد خاطب لابنته ياسمين. بعض جوانب شخصية كانت مستوحاة من ساحر أوز.[8]
- جيم كامنغز بدور رازول: قائد الحرس. وأطلق عليه اسم المشرف على تصميم راسول أزاداني.[8]
- الراوي: تاجر غامض يظهر في بداية الفيلم. بعد الترويج للسلع الغير المجدية إلى الجمهور، فإنه يكشف عن المصباح السحري وتبدأ قصة علاء الدين. وأدى الصوت الغنائي له بروس أدلر. كان المشهد مرتجل تمامًا—ترك إنتاج لويليامز طاولة مغطاة بورقة وطلب منه سحب الأشياء دون النظر إليها ووصفها حرفيًا. الدور المزدوج في الأصل أن التاجر يكشف أنه هو الجني متنكر، ولكن هذه الفكرة في وقت لاحق أسقطت (التاجر عاد في نهاية علاء الدين وملك اللصوص).[7]
- البساط السحري هو بساط حساس له القدرة على الطيران. صانع التحريك راندي كارترايت وصف البساط بالتحدي، لأنه مجرد مربع الشكل الذي يعبر عن نفسه من خلال الإيمائات -- "هذا النوع يشبه اللعب بالأوريجامي". أحتفظ كارترايت بقطعة مطوية من القماش وهو يصنع التحريك ليرى كيف يضع البساط.[12] وبعد الانتهاء من الرسوم المتحركة للشخصية، تم تصميم سطح البساط رقميًا.[9]

## النسخة العربية

### الأداء الصوتي

#### النسخة المصرية
- إيهاب فهمي - علاء الدين/الأمير علي (حوار)
- هشام نور - علاء الدين/الأمير علي (حوار)
- فيصل خورشيد - الجني
- عبد الرحمن أبو زهرة - جعفر
- نهلة الملواني - الأميرة ياسمين
- عادل خلف - دور عجوة
- حسن حسين - السلطان
- سمير البنا - تيمور
- إيهاب الشاوي - بدار
- جيهان الناصر - سيدة التنظيف
- شريف خيرت
- إبراهيم أبو العطا
- أحمد عبد الحميد
- إلهامي أمين
- أمل أسعد
- إيزابيلا
- أية الله شلبي
- تامر توفيق
- جلال الهجرسي النقشبندي
- رأفت لبيب
- رشوان سعيد
- عزت أحمد توفيق
- محمد الشرشابي
- محمود ذكي
- مصطفى أمين
- مروة عبد الغفار
- منال فايد
- مهى جمال
- نهى قيس

#### النسخة العربية الفصحى (تلفزيون ج)
- إيهاب فهمي - علاء الدين/الأمير صفي (حوار)
- زياد الشريف - علاء الدين/الأمير صفي (غناء)
- آية حمزة - الأميرة ياسمين (حوار)
- نهى قيس - الأميرة ياسمين (غناء)
- إلهامي أمين - المارد (الجني)
- أحمد خليل - جعفر (حوار)
- إلهامي أمين - جعفر (غناء)
- عادل خلف - عجوة

#### النسخة العربية الفصحى (ديزني+)
- زياد الشريف - علاء الدين/الأمير علي
- آية حمزة - الأميرة ياسمين (حوار)
- شهد عز - الأميرة ياسمين (غناء)
- إلهامي أمين - المارد (الجني)
- هشام الشاذلي - جعفر (حوار)
- مصطفى رشاد - جعفر (غناء)
- عادل خلف - عجوة
- سيد الرومي - السلطان
- إيهاب شهاوي - بدار

## الإنتاج
في عام 1988، اقترح هاوارد أشمان على ديزني إجراء فيلم رسوم متحركة موسيقي مأخوذ من قصة علاء الدين. بعد كتابة معالجة القصة والأغاني مع الشريك الن مينكن،  كتب سيناريو ليندا وولفيرتون كاتبة الجميلة والوحش.، انضم المخرجان جون موسكر ورون كليمنتس للفيلم  اختاروا علاء الدين من ثلاثة مشاريع معروضة، تضمنت اقتباس بحيرة البجع وملك الغابة—التي أصبحت في نهاية المطاف  الأسد الملك.  موسكر وكليمينتس كتبوا مسودة للسيناريو، وسلمت في عام 1991 إلى مدير الأستوديو جيفري كاتزينبرج. واعترض كاتزينبرج على السيناريو، ووافق عليه فقط بعد أن قام تيد إليوت وتيري روسيو بإعادة كتابة السيناريو. ومن بين التغييرات التي أدخلت على النص: إزالة شخصية والدة علاء الدين / وجعل الأميرة ياسمين شخصية أقوى، إعادة صياغة شخصية علاء الدين ليكون «حاد قليلًا، مثل الشاب هاريسون فورد» ، وإعادة صياغة الببغاء ياجو، في الأصل كان متصور أنه شخصية ذات هدوء «البريطاني» وجادة، في طابع كوميدي بعد أن رأى صناع السينما جيلبرت جوتفرايد في شرطة بيفرلي هيلز الشرطي 2. أدى جوتفرايد صوت ياجو. كل شخصية حركت وحدها، مع مشاورة صانعوا التحريك لبعضهم لجعل المشاهد متداخلة. لأن صانع تحريك علاء الدين كاين غلين يعمل في والت ديزني للصور المتحركة فرع كاليفورنيا، وصانع تحريك ياسمين مارك هين في ولاية فلوريدا أحد ستوديوهات ديزني - MGM، كانوا في كثيرًا ما يتحدثوا عبر الهاتف أو الفاكس أو إرسال التصاميم وأقراص لبعضهم.

إحدى أولى المسائل التي واجهت صانعوا الرسوم المتحركة أثناء إنتاج علاء الدين هو تصوير علاء الدين نفسه.، ويوضح مدير منتج جون موسكر: 
| علاء الدين (فلم 1992) | في العروض المبكرة، كنا نخطط أن يكون أصغر قليلا، وله أم في القصة. [...] في التصميم أصبح له مظهر رياضي أكثر وأكثر أمتلاء وأكثر رجولة عما كان من قبل. | علاء الدين (فلم 1992) |

 كان علاء الدين كان في البداية في سن 13، ولكن تغير في نهاية المطاف إلى ثمانية عشر. صمم علاء الدين من قبل فريق أشرف عليه جلين كين، وفي الأصل صمم ليشبه الممثل مايكل جي. فوكس، أثناء الإنتاج، تقرر أن التصميم صبياني جدًا وليس «جذاب بما فيه الكفاية»، لذلك أعيد تصميم الشخصية لإضافة عناصر مستمدة من الممثل توم كروز، ومغني الراب إم سي هامر، ونماذج كالفين كلاين.
معظم تصميمات الشخصيات على أساس عمل رسام الكاريكاتير أل هيرشفيلد،  الذي اعتبرها مصمم الإنتاج ريتشارد فاندر مناسبة للفكرة، وذلك بسبب التشابه بين المنمنمات الفارسية والخط العربي. تصميم جعفر لم يكن على أساس عمل هيرشفيلد لأن المشرف على تحريك جعفر أندرياس، كان يريد أن تكون الشخصية ذات طابع متناقض.
لتصميم المشاهد أخذ مشرف التصميم رسول أزادان العديد من الصور من مسقط رأسه في أصفهان، إيران. الإلهامات الأخرى للتصميم كانت أفلام الرسوم المتحركة من إنتاج شركة ديزني من الأربعينات والخمسينات وفيلم عام 1940 لص من بغداد. تم التلوين باستخدام عملية (CABS) الحاسوبية، وتم اختيار الألوان وفقا للشخصية—الأبطال استخداموا الألوان الخفيفة مثل الأزرق، والخصوم الألوان القاتمة مثل الأحمر والأسود، أجرباه وقصرها استخدموا الأصفر اللون المحايد. استخدم التحريك بالكمبيوتر في عدد من المشاهد في الفيلم، مثل النمر على مدخل كهف العجائب ومشهد علاء الدين وهو يحاول الهروب من انهيار الكهف.
أنشأ موسكر وكليمينتس الجني مع تفكيرهم في روبن وليامز؛ على الرغم من أن كاتزينبرج اقترح ممثلين مثل جون كاندي، ستيف مارتن، وايدي ميرفي، وافق وليامز في النهاية على الدور. جاء وليامز لجلسات التسجيل الصوتي خلال فترات الانقطاع عن تصوير فيلمين آخرين كان يقوم ببطولتها في ذلك الوقت، هوك وألعاب. على غير مألوف لفيلم رسوم متحركة؛ جزء كبير من حوار ويليامز كان مرتجل: بالنسبة لبعض المشاهد، أعطي لوليامز اقتراحات لمواضيع وحوار، ولكن سمح له بالارتجال. وكان من المقدر أن يرتجل ويليامز 52 شخصية. استعرض إريك غولدبرغ، المشرف على الرسوم المتحركة للجني، تسجيل حوار ويليامز واختار أفضل النكت / الخطوط. ثم أنشأ غولدبرج وفريقه، تحريك الشخصية ليتوافق مع مزاح ويليامز، والتورية، والتقليد.
وأضاف العديد من المنتجين نكت وإشارات إلى أعمال ديزني السابقة، مثل «الظهور الشرفي» للمخرجان كليمينتس وموسطر ورسم بعض الشخصيات على أساس عمال ديزني. الوحش، سيباستيان من عروس البحر الصغير، وبينوكيو قاموا بظهور بسيط، ، خزانة الجني في نهاية الفيلم - قبعة جوفي، قميص هاواي، والصنادل - هي إشارة إلى فيلم قصير نفذه روبن ويليامز لاستوديوهات ديزني في أواخر الثمانينات.

### نزاعات روبن ويليامز مع الإستوديو
في الامتنان لنجاح فيلمه مع ديزني / توتشستون صباح الخير فيتنام، أدى روبن وليامز صوت الجني بأجر (75,000 دولار)، بشرط ألا يستخدم اسمه أو صورته في التسويق، وشخصيته المدعومة لا تأخذ أكثر من 25 ٪ من مساحة العمل الفني على الإعلانات، لأن فيلم تويس كان من المقرر أصدرة بعد علاء الدين بشهر واحد. ولأسباب مالية تراجع الأستوديو في الاتفاق عن كلا الأمرين خصوصًا في الملصق بأخذ الجني 25 ٪ من الصورة، وصور الشخصيات الرئيسية الأخرى أصغر. ذكر كتاب ديزني، علاء الدين : عمل فيلم الرسوم المتحركة، وأدرج كل من شخصيتي وليامز «البائع المتجول» و«الجني» كشخصيات رئيسية، لكنه اضطر إلى الإشارة إليه «كالممثل الذي لعب دور الجني» فقط.
حدثت مشاكل بين وليامز وديزني، ونتيجة لذلك أدى دان كاستيلاندا صوت الجني في عودة جعفر، ومسلسل علاء الدين الكرتوني، وسجل صوته  لعلاء الدين وملك اللصوص. عندما طرد جيفري كاتزينبرج من ديزني تم استبداله بالرئيس السابق لتونتيث سينتشوري فوكس جو روث، رتب روث للحصول على اعتذار رسمي لويليامز من لديزني. ووافق ويليامز على أداء فيلم صور هوليوود جاك للمخرج فرانسيس فورد كوبولا، وحتى وافق على صوت الجني مرة أخرى في ملك الصوص) لأكثر من جدول)، ليحل محل كل من كاستيلاندا حوار.

### الموسيقى
أشيد بالمؤلف والن كينكن وكتاب الأغاني هاوارد أشمان وتيم رايس، لعمل الصوت هو «جيد على الدوام، وهي بذلك تحاكي أفضل الرسوم المتحركة من إنتاج شركة ديزني من التسعينات». مينكن وأشمان بدؤوا العمل في الفيلم مع بعضهم، وتولى رايس منصب الكاتب الغنائي بعد وفاة أشمان بالإيدز في أوائل عام 1991. على الرغم من أن أربعة عشر أغنية كتبت لعلاء الدين، إلا أن ست دول فقط هي الواردة في الفيلم، ثلاثة لكل كاتب غنائي. إصدار الدي ڤي دي الخاص عام 2004 شمل أربعة أغاني كانت في بداية تجارب التحريك، وفيديو موسيقى لأغنية «فخورون بولدك»، التي يغنيها كلاي ايكن،  الذي يظهر على ألبوم DisneyMania 3. 

## الأفكار الرئيسية
أعتقد صانعوا الفيلم أن الرسالة الأخلاقية للقصة الأصلية لم تكن مناسبة. وقرروا تغييرها إلى أن تحقيق رغبات تبدو وكأنها شيء عظيم، ولكن في النهاية تصبح هي المشكلة.
تشمل الأفكار الرئيسية الأخرى ألّا يحاول الشخص أن يكون غير نفسه—فعلاء الدين وياسمين تنكروا في شخصيات أخرى  الأمير علي فشل في إعجاب ياسمين، وأعجبت فقط بعلاء الدين عندما عرفت حقيقته -- ، وأن يكون الإنسان غير مسجون، المصير الذي يحدث لمعظم الشخصيات—علاء الدين وياسمين عالقون على أساليب حياتهم، والجني مقيد في مصباحه المصباح، وجعفر إلى سلطان—وتتمثل بصريا بالجدران الشبيهة بالسجن وأعمدة قصر أجرباه، والمشهد الذي تتضمن الطيور الحبيسة التي تطرقها ياسمين في وقت لاحق.
صُورت ياسمين بشكل مختلف عن أميرات ديزني، متمردة على الحياة الملكية والبناء الاجتماعي، ، وتحاول أن تنشأ لها طريقتها الخاصة، على عكس الأميرات اللاتي ينتظرن الإنقاذ.

## الإصدار
بعد الإصدار المحدود في 13 نوفمبر 1992،  تم طرح علاء الدين 1٬131 دور عرض في 25 نوفمبر 1992. وصدر لأول مرة في VHS في 1 أكتوبر 1993، كجزء من «كلاسيكيات والت ديزني». في الأسبوع الأول من طرحه، باع ما يزيد على 10.8 مليون نسخة ، وباع أكثر من 25 مليون دولار في إجمالي (رقم قياسي كسر فقط عندما صدر الاسد الملك بعد ذلك).  وتم وقف بيعه على 30 أبريل 1994.
في يوم 5 أكتوبر 2004، تم إصدار علاء الدين على دي ڤي دي، وعلاء الدين : النسخة البلاتينية، جزء من إصدار ديزني البلاتيني للرسوم المتحركة الكلاسيكية على الدي ڤي دي. وقد تضمن الإفراج عن دي ڤي دي نسخة من فيلم معاد لمس تنظيفها ومتابعة الرسوم المتحركة، والتي أعدت لعلاء الدين المقررة في نهاية المطاف لكنه ألغى آيماكس، أعيد إصدارها في عام 2003، ، والثاني مع قرص ملامح المكافأة. يرافقه حملة تسويق ب19 مليون دولار،  باع الدي ڤي دي ما يقرب من 3 ملايين وحدة، أقل من أي نسخ بلاتينية حتى الآن. أغاني الفيلم أصدرت في مسار دولبي 5.1 الأصلي أو في مسار ديزني الجديد المعزز ديزني ميكس للمسرح المنزلي. وتم إيقاف الدي ڤي دي في يناير 2008، مع أجزائه الأخرى.

## الاستقبال

### شباك التذاكر
حصد علاء الدين 19.2 مليون دولار في افتتاحه في عطلة الأسبوع ليصل إلى الفيلم الثاني في شباك التذاكر—يعد وحدي بالمنزل 2 : فقد في نيويورك.  واستغرق ثمانية أسابيع من أجل الوصول إلى الفيلم رقم واحد في شباك التذاكر في أميركا الشمالية، محطمًا بذلك الرقم القياسي لهذا الأسبوع ما بين عيد الميلاد ورأس السنة الجديدة ب 32.2 مليون دولار. وتربع الفيلم على القمة لخمس مرات خلال فترة عرضه التي امتدت إلى 22 أسبوع. وكان علاء الدين أنجح أفلام عام 1992 محققًا 217 مليون دولار في الولايات المتحدة وأكثر من 504 ملايين دولار في جميع أنحاء العالم. وكان هذا أكبر إيراد لفيلم رسوم متحركة حتى صدر فيلم الأسد الملك بعده بعامين. واعتبارًا من عام 2009، ويعتبر علاء الدين هو ثالث أعلى إيراد لفيلم رسوم متحركة في جميع أنحاء العالم، بعد الأسد الملك وعائلة سمبسون.

### الاستقبال النقدي
استقبل النقاد علاء الدين استقبالًا جيًدا. واستعراض مجمع لموقع موقع الطماطم الفاسدة قدم 91٪ من النقاد مراجعة إيجابية للفيلم على أساس استعراض عينة من 47 استعراض، وبلغ متوسط الدرجة 7.9/10. وبين «كبار النقاد»، وأنها تملك 100٪ نسبة إيجابية استعراض ثمانية من النقاد.
أشاد معظم النقاد بأداء روبن ويليامز للجني،  وقالت جانيت ماسلين من صحيفة نيويورك تايمز أن الأطفال «لم يعرفوا بالضبط ما الذي يثيره السيد ويليامز أن نفهم كيف أنه مضحك». أطلق تشاك صانع الرسوم المتحركة في وارنر بروس على الفيلم «أكثر الأفلام تسلية على الإطلاق». وأعطاه جيمس باراردينيل 3.5 من أصل 4 نجوم، مشيدًا «بالصور الرائعة من الغناء والرقص أعداد». قال الناقد بيتر ترافرز في مجلة رولينج ستون أن كوميديا الفيلم جعلته مناسبا للأطفال والكبار على السواء،  وشاركة في الرؤية ديسون هاو في صحيفة واشنطن بوست، والذي كما قال «الأطفال ما زالوا مستمرين، بالتمتع بالسحر والمغامرة». وأشاد بريان لوري لمجلة فارايتي بالممثلين، واصفًا البساط السحري «بأعظم إنجاز» معتبرًا أن «قصة علاء الدين تغلب على معظم عيوب القصة بفضل التقنية الفنية الراقية».
ومع ذلك، فإن بعض الجوانب انتقدت على نطاق واسع. كتبت إد جونزاليس بمجلة سلانت استعراض سلبي، واصفة الفيلم بأنه عنصري، ومثير للسخرية، و"تمثيل سيرك نرجسي " واصفه روبن وليامز. أعتبر استعراض موقع IGN أن مشهد الجني وأنهيار الكهف، علاء الدين "من قبل عدد تماما (...). تعلمون كيف يسير الفيلم، لا يتضمن أي مفاجآت، وبالنسبة لهذا الأمر، هذا قليل جدًا لان يكون حقا خاصا مع" شخصيات قطع الكعكة "، وخصوصا الأبطال. أعتبر روجر ايبرت نظر الموسيقى أدنى من سابقاتها في عروس البحر الصغيرة والجميلة والوحش، ووصف وعلاء الدين وياسمين بأنهم "شاهبين وروتينيين ".
المتحمسين للرسوم المتحركة لاحظوا التشابه بين علاء الدين وفيلم ريتشارد وليامز / الذي لم يكتمل اللص والإسكافي (المعروف أيضا باسم الفارس العربي تحت ميراماكس الأفلام والأميرة والإسكافي تحت ماجيستيك فيلمز إنترناشونال). وتشمل أوجه الشبه قصة متشابهة، شخصيات متشابهة، ومشاهد وتصاميم الخلفيات وتصاميم وسلوكيات متشابهة في الشخصيات في للجني وجعفر. وبالرغم أن علاء الدين صدر قبل اللص والإسكافي، إلا أن واللص والإسكافي بدأ قبل ذلك بكثير في الستينات، ولكن غرق إنتاجه في مستنقع من الصعوبات منها مشاكل مالية، وقضايا حقوق التأليف والنشر) عندما كان على وشك جحا في السبعينات)، تأخر الإنتاج أحيانًا بسبب محاولة استوديوهات مستقلة للانتهاء من الفيلم بعد طرد ريتشارد وليامز من المشروع لعدم انتهائه من العمل. الإصدار الراحل، إضافة إلى شركة ميراماكس (المالكة لشركة ديزني) لشراء وإعادة تحرير الفيلم، وأدى في بعض الأحيان اللص والإسكافي التي تحمل اسم «نسخة» من علاء الدين. 

### جوائز
تلقى علاء الدين العديد من ترشيحات الجائزة، ومعظمها للموسيقى. وفاز بجائزتين أوسكار لأفضل موسيقى تصويرية، وأفضل أغنية أصلية عن أغنية «عالم كامل جديد»، وتلقي ترشيحات لأفضل أغنية («صديق مثلي»)، أفضل مونتاج صوت، وأفضل صوت. وفي غولدن غلوب، فاز علاء الدين بأفضل أغنية أصلية («عالم كامل جديد») وبست نقاط الأصلية، وكذلك جائزة الاستحقاق الخاصة لروبن ويليامز، وترشح لأفضل صورة متحركة—موسيقى أو كوميديا. وتشمل الجوائز الأخرى آني جائزة آني لأفضل فيلم رسوم متحركة،  جائزة فيلم (MTV) لأفضل أداء كوميدي لروبن ويليامز،  جائزة ساترن للأفضل فيلم خيالي، أداء الممثل الأصغر لسكوت وينجر والممثل الداعم لروبن ويليامز،  أفضل الميزات المتحركة من قبل نقاد السينما في لوس آنجليس رابطة،  وأربعة جائزة جرامي ق، وأفضل ألبوم الموسيقى التصويرية، وأغنية للعام، أفضل أداء من قبل بوب الثنائي أو في مجموعة مع صوتي وأفضل أغنية المكتوبة السينما والتلفزيون وغيرها من وسائل الإعلام المرئية «عالم كامل جديد».

### الجدل
واحدة من عبارات الأغنية الافتتاحية «الليالي العربية» تم تغييرها عقب احتجاجات من اللجنة الأمريكية العربية لمناهضة التمييز. تغيرت الكلمات في الفترة في يوليو 1993 من «حيث يقطعون أذنك إذا لم يعجبهم وجهك / وهذه / همجية، ولكن، هذا وطني» في النص الأصلي وتغيرت إلى «حيث [الأرض] كبيرة وهائلة والحرارة شديدة / وهذه / همجية، ولكن، هذا وطني». التغيير ظهر لأول مرة عام 1993 في إصدار شريط فيديو. الكلمات الأصلية كانت على إصدار السي دي الأول على، ولكن في إعادة الإصدار تم استخدام الكلمات المعدلة. فإن إعادة التسجيل وقد صوت الأصلي على جميع الخطوط، ثم يقول بصوت ملحوظ أعمق المحررة. مجلة انترتينمنت ويكلي أدرجت علاء الدين في قائمة الأفلام الأكثر إثارة للجدل في التاريخ، نتيجة لهذا الحادث. اشتكت اللجنة الأمريكية العربية لمناهضة التمييز أيضًا من تصوير الشخصيات علاء الدين وياسمين، وانتقدت ملامح الشخصيات الإنجليزية واللهجة الأنجلو أمريكية، على عكس الشخصيات الأخرى في الفيلم، وهم ذو بشرة داكنة، وبلهجات عربية على ملامح منفرة، ويبدو عليهم البغض أو الجشع.
أُثِيرت احتجاجات أيضًا على مشهد آخر عندما تعرض علاء الدين لهجوم من قبل النمر راجا على شرفة القصر، قال علاء الدين في هدوء «هيا... أيها القط الطيب، وحلق واذهب...» وكلمة «قط أو كيتي» تتداخل مع صوت آخر غير واضح، ربما هو زمجرة راجا. بعض الناس سمعوا «أيها المراهقون الطيبون، أخلعوا ملابسكم»  التي تعتبر الإشارة واعية إلى الجنس. بسبب هذا الجدل، غيرت ديزني هذه عبارة إلى «لتجلس يا قط» على أقراص ال DVD.

## التراث

### الأجزاء
أتبعت ديزني علاء الدين بفيلم الفيديو، عودة جعفر في عام 1994. شهد الفيلم ظهور شخصية جديدة وهي أبيس مال، والتي أدى صوتها جيسون ألكسندر، وجميع الممثلين الأصليين، باستثناء روبن ويليامز، الذي تم استبداله بدان كاستيلاندا، ودوغلاس سيل الذي تم استبداله بفال بيتن.
تركز القصة أساسًا على جعفر الذي يسعى للانتقام من علاء الدين، ولكن هذه المرة مع ياجو على جانب علاء الدين، ويصبح أبيس مال تابع جعفر الجديد. وبعد وقت قصير من عودة جعفر، علاء الدين ' تم بث السلسلة التلفزيونية علاء الدين. ركزت الحلقات على مغامرات علاء الدين بعد الأحداث التي وقعت في الثاني من الفيلم.
وفي عام 1996، صدر الجزء الأخير لعلاء الدين، وهو علاء الدين وملك اللصوص. تتلخص القصة في أن علاء الدين وياسمين على وشك الزواج، ويكتشف علاء الدين أن والده لا يزال حيًا، بل هو ملك لجميع اللصوص في أجرباه.
علاء الدين في وقت لاحق ظهر مع شخصيات مختلطة مع هرقليس : مسلسل الرسوم المتحركة،  وظهر كضيف في المسلسل التلفزيوني بيت ماوس وأعمال مرتبط بهذه السلسلة (وجعفر كان زعيم الأشرار في  منزل ميكي من الأوغاد). 
ألهم الفيلم عرض ديزني على الجليد  ولعبتان في مدينة ملاهي ديزني: «بساط علاء الدين السحري»، و«الفيل دمبو الطائر» في كل من المملكة السحرية في منتجع والت ديزني واستديوهات والت ديزني في منتجع ديزني لاند باريس؛ ، وعرض ديزني الموسيقي علاء الدين: موسيقى مدهشة في ديزني المغامرة حديقة مغامرات ديزني بكاليفورنيا.

### ألعاب الفيديو
مع إصدار الفيلم تم إصدار ثلاثة ألعاب فيديو قائمة على علاء الدين، أحدها من فيرجين إنترأكتيف لنظام ألعاب سيجا ميجا درايف، جيم بوي (في وقت لاحق نسخة محمولة في جيم بوي كلرحمل (برامج))، ونظام الترفيه نينتندو والكمبيوتر؛  ولعبة أخرى من سيمز لسيجا جم جير وسيجا ماستر سيستم؛  وأخرى كابكوم للسوبر نينتندو وميجا درايف (في وقت لاحق من إصدار محمول في جيم بوي أدفانس في عام 2002).
تم استيحاء لعبة آخرى من المسلسل التلفزيوني أنتجتها أرجونات جيمز، بعنوان علاء الدين : انتقام نصيرة وصدرت في عام 2001 للبلاي ستيشن والكمبيوتر الشخصي. وكذلك في عام 2004 أصدرت فيفندي يونيفرسال مغامرات شطرنج علاء الدين ديزني، لعبة الشطرنج على الكمبيوتر مع رخصة علاء الدين.
سلسلة كينكدم هارتس التي تتميز باللعب في عالم علاء الدين المعروف بأجرباه. ولكن كينكدم هارتس وكينكدم هارتس: تشاين أوف ميموريز، قصتهم بعيدة عن قصة الفيلم الأصلي. وفي  كينكدم هارتس الجزء الثاني مزيج من علاء الدين وعودة جعفر.  والجني أيضًا له وجود متكرر في السلسلة.

## معلومات إضافية
- تقع أحداث الفيلم في مدينة خيالية تدعى أغربة تقع في مدينة بغداد العراقية في القرون الوسطى. رغم ذلك لم تذكر في الفيلم نفسه نتيجة وقوع حرب الخليج أثناء إعداد الفيلم تجنبًا لإثارة أي نوع من أنواع الجدل.
- تقوم منى زكي بأداء دور الأميرة ياسمين الحواري في كل من جزئي الفيلم عودة جعفر وعلاء الدين وملك اللصوص. بينما تؤديه في الفيلم الأصلي نهلة الملواني.
- تم إخراج حوار النسخة العربية على يد أمل أسعد، وغنائيًا على يد جيهان الناصر، بينما كتب الحوار على يد الشاعر عمرو حسني.

## وصلات خارجية
- مقالات تستعمل روابط فنية بلا صلة مع ويكي بيانات